# Von Freeman
Pour les articles homonymes, voir Freeman.
Earl Lavon Freeman Sr. (né le 3 octobre 1922 à Chicago en Illinois et mort le 11 août 2012 dans cette ville), dit Von Freeman, est un saxophoniste ténor de jazz américain. Il est le père de Chico Freeman.

## Biographie
Von Freeman a appris à jouer du saxophone dès l'enfance avec Walter Dyett. Il est devenu professionnel à 16 ans dans l'orchestre d'Horace Henderson.  Enrôlé dans la marine pendant la Seconde Guerre mondiale il a joué dans un orchestre militaire.
Dès son retour à Chicago, il a joué avec ses frères (George à la guitare et Bruz (Eldrige) à la batterie) au Pershing Hotel Ballroom. Plusieurs musiciens de premier plan comme Charlie Parker, Roy Eldridge et Dizzy Gillespie jouèrent avec eux. Au début des années 1950 Von a joué avec le groupe de Sun Ra.
C'est seulement en 1972 que Von a enregistré sous son nom avec Roland Kirk.
Von est considéré comme un des fondateurs de l'"École de Chicago" des saxophonistes ténors avec Gene Ammons, Johnny Griffin et Clifford Jordan.